# Къща на Сава Филаретов
Къщата музейна Сава Филаретов се намира в село Жеравна, община Котел, област Сливен. Тя е паметник на културата от национално значение.
Строена е в първите десетилетия на ХIХ в. за нуждите на семейството на българския просветител Сава Филаретов. Представител е на жеравненската къща.
Освен основните помещения (чардак, пруст, соба и помещение с огнище), които са характерни за всички жеравненски къщи от онова време, в нея има и малък чардак към задния двор и 2 нови помещения – килер (заемащ мястото на стенните долапи в дъното на собата) и скривалище (на мястото на стенните долапи в помещенията с огнище срещу менсофата).
Прустът е преобразуван във вестибюл само пред помещението с огнището, в собата може да се влезе само през чардака. Вътрешната връзка на собата с пруста е скрита – осъществява се чрез съседен стенен долап. Върху пода на пруста капак, скрит под постланата черга, дава възможност при нужда да се слезе в приземието по тайна вътрешна стълба.
В къщата е разположена експозиция „История на Жеравна“. Фондът ѝ включва материали за историята на селото и за дейността на известни жеравненци – Сава Филаретов, д-р Васил Соколски, Райно Попович, Васил Стоянов, Тодор Икономов.